# 瓦迪富達
36°11′N 1°32′E / 36.183°N 1.533°E

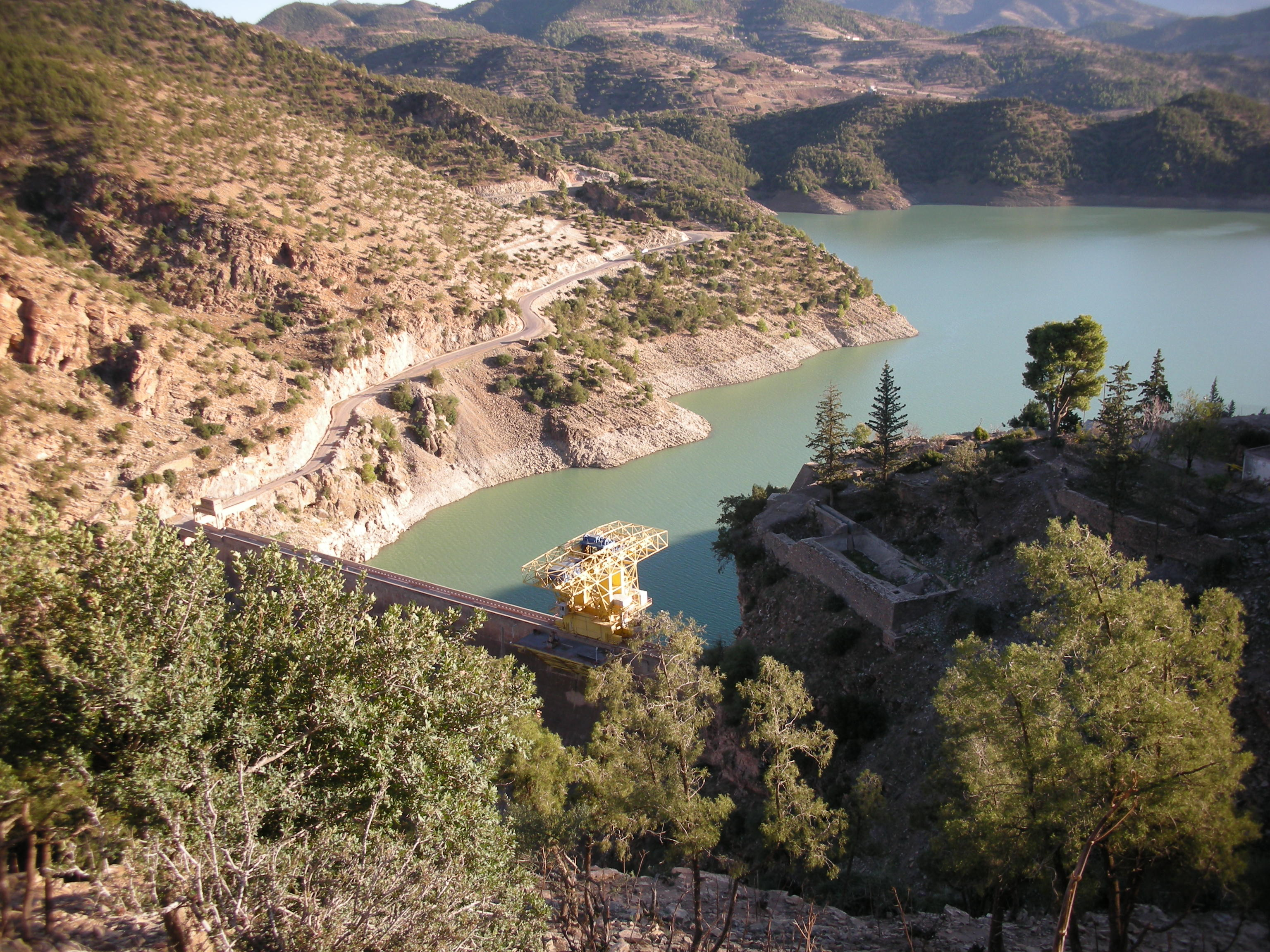

瓦迪富達（阿拉伯语：‎），是阿爾及利亞的城鎮，位於該國北部，由謝里夫省負責管轄，處於謝里夫市以東20公里，始建於1883年，海拔高度200米，每年平均降雨量409毫米。